# Druk Gyalpo
El Druk Gyalpo (འབྲུག་རྒྱལ་པོ་; lit. "Rei Drac" o el Rei de Bhutan) és el cap d'estat del Regne de Bhutan. En dzongkha, Bhutan és conegut com a Drukyul, que es pot traduir com "La Terra de Dracs". Així, mentre que els Reis de Bhutan es coneixen com els Druk Gyalpo ("Reis Drac"), els ciutadans bhutanesos s'anomenen a si mateixos Drukpa, "homes Drac".
El dirigent actual de Bhutan és Jigme Khesar Namgyal Wangchuck, el cinquè Druk Gyalpo. Porta la Corona del Corb, la corona oficial que porten els reis de bhutan. S'estilitza correctament com a "Mi'wang 'Ngada Rimboche" ("Sa Majestat") i s'adreça "'Ngada Rimboche" ("La Vostra Majestat").
King Jigme Khesar és el segon monarca més jove que regna actualment. Va ascendir al tron el novembre de 2008 després que el seu pare, Jigme Singye Wangchuck, abdiqués en favor seu.

## Llista de Druk Gyalpos
Els Reis Drac Hereditaris de Bhutan:
- Sa Majestat Ugyen Wangchuck (primer Druk Gyalpo)
- Sa Majestat Jigme Wangchuck (segon Druk Gyalpo)
- Sa Majestat Jigme Dorji Wangchuck (tercer Druk Gyalpo)
- Sa Majestat Jigme Singye Wangchuck (quart Druk Gyalpo)
- Sa Majestat Jigme Khesar Namgyal Wangchuck (cinquè Druk Gyalpo)